# تنوکسیکام
تنوکسیکام (انگلیسی: Tenoxicam) (با نام تجاری Mobiflex) یک داروی ضد التهابی غیراستروئیدی (NSAID) است. این دارو برای تسکین التهاب، تورم، سفتی و درد مرتبط با آرتریت روماتوئید، استئوآرتریت، اسپوندیلیت آنکیلوزان (نوعی از آرتریت که ستون فقرات را درگیر می‌کند)، تاندونیت (التهاب تاندون)، التهاب تاندون، بورسیت استفاده می‌شود. (کیسه پر شده که در اطراف مفاصل و نزدیک استخوان‌ها قرار دارد، و پری‌آرتریت شانه یا لگن (التهاب بافت‌های اطراف این مفاصل))
تنوکسیکام متعلق به دسته داروهای NSAID است که به عنوان اکسیکام شناخته می‌شوند.
این دارو در سال ۱۹۷۴ توسط Roche ثبت شد و در سال ۱۹۸۷ برای استفاده پزشکی تأیید شد. این دارو به‌عنوان یک داروی تنها با نسخه در بریتانیا و سایر کشورها در دسترس است، اما نه در ایالات متحده آمریکا. در خارج از بریتانیا، تنوکسیکام با نام‌های تجاری از جمله Tilatil, Tilcitin و Alganex به بازار عرضه می‌شود.

## موارد منع مصرف
این دارو برای بیمارانی که سالمندانی هستند که بیهوشی یا جراحی شده‌اند، منع مصرف دارد زیرا در معرض خطر افزایش خونریزی یا نارسایی کلیه هستند.  یک بیماری التهابی فعال که معده یا روده را درگیر می‌کند (مانند کولیت اولسراتیو) داشتن زخم معده یا روده فعال؛ حمله حاد آسم، کهیر، رینیت (التهاب پوشش داخلی مجرای بینی) یا سایر واکنش‌های آلرژیک ناشی از آسپیرین یا سایر داروهای ضد التهابی غیراستروئیدی (مانند دیکلوفناک، ایبوپروفن، ایندومتاسین، ناپروکسن).
عوارض جانبی رایجی که با تنوکسیکام دیده شده‌است عبارتند از: زخم معده، سوء هاضمه، حالت تهوع، یبوست، درد شکم، اسهال، بثورات پوستی، سردرد، ادم، نارسایی کلیه و سرگیجه. در موارد نادر، تنوکسیکام و سایر NSAID‌ها می‌توانند در بروز حوادث ترومبوتیک، سندرم استیونز-جانسون و نکرولیز اپیدرمی سمی نقش داشته باشند.

### بارداری و شیردهی
مصرف تنوکسیکام برای زنانی که در تلاش برای باردار شدن هستند، باردار یا شیرده توصیه نمی‌شود. تنوکسیکام را می‌توان در سه ماهه نخست و دوم در صورت لزوم مصرف کرد، اما در سه ماهه سوم منع مصرف دارد. برخی از مطالعات به بررسی این موضوع پرداخته‌اند که آیا NSAIDها می‌توانند وارد شیر مادر شوند یا خیر و در چند مطالعه اول شواهدی وجود دارد که نشان می‌دهد NSAIDها را می‌توان در شیر مادر یافت.  بنابراین توصیه نمی‌شود که زنان در دوران شیردهی از تنوکسیکام استفاده کنند.

## تداخلات
مصرف تنوکسیکام با سایر داروها بسته به ترکیب، می‌تواند احتمال عوارض جانبی را افزایش دهد یا اثر درمانی تنوکسیکام یا داروی دیگر را تغییر دهد. انواع دارویی که تنوکسیکام ممکن است با آنها تداخل داشته باشد عبارتند از: سایر NSAIDهای ضد درد، سالیسیلات‌ها مانند آسپرین، آنتی اسیدها، ضد انعقادها، گلیکوزیدهای قلبی، سیکلوسپورین، آنتی‌بیوتیک‌های کینولون، لیتیوم درمانی، دیورتیک‌ها و داروهای ضد فشار خون، متوتریکول‌ها، آنتی‌بیوتیک‌ها  میفپریستون، کورتیکواستروئیدها، عوامل ضد پلاکت و مهارکننده‌های انتخابی بازجذب سروتونین (SSRIs)، تاکرولیموس، زیدوودین، و طلا/پنی‌سیلامین.

## مکانیسم عمل
مانند همه NSAID‌ها، مکانیسم دقیق اثر تنوکسیکام ناشناخته است. در مکانیسم اثر آن، مهار سیکلواکسیژناز (COX-1 و COX-2) دخالت دارد که منجر به اثرات نامطلوب بالقوه افزایش خونریزی می‌شود.